# Le Vagabond de Tokyo
Pour plus de détails, voir Fiche technique et Distribution.
Le Vagabond de Tokyo (東京流れ者, Tōkyō nagaremono) est un film japonais réalisé par Seijun Suzuki, sorti en 1966.
Comme beaucoup d'autres films de Suzuki, ce polar met en scène des yakuza.

## Synopsis
Tetsu, jeune et redoutable yakuza au service du chef de clan Kurata, reste fidèle à celui-ci au point de se laisser tabasser sans réagir par le clan rival d'Otsuya, parce que son patron a décidé de revenir dans la légalité. 
Il aide également Kurata à renégocier sa dette auprès de Yoshii et fréquente Chiharu, une charmante chanteuse. Mais Otsuya s'en prend à Yoshii et le tue après avoir repris la dette de Kurata, ce qui lui donne l'espoir de récupérer un immeuble hypothéqué par l'ancien chef de clan. Ces incidents obligent Tetsu à participer à plusieurs bagarres pour protéger son patron ; il est même prêt à endosser la responsabilité du meurtre  accidentel de la secrétaire de Yoshii, commis en réalité par Kurata.
Tetsuo comprend que sa présence est source de conflits autour de Kurata et décide de s'éloigner : parcourant le Japon, il devient le Vagabond de Tokyo. Poursuivi par le clan d'Otsuya, il rejoint des alliés de Kurata dans un paysage enneigé où il échappe  aussi à la police. Il est aidé par Kenji, un autre ancien yakuza avec qui il se brouille parce que Kenji n'a pas le même respect que Tetsuo pour Kurata.
Plus tard au cours de son errance à travers le pays, Tetsu se retrouve dans un cabaret fréquenté par les militaires américains, dont le patron est au service de Kurata. Au cours d'une bagarre généralisée, il est repéré par un tueur d'Otsuya qu'il vainc avec l'aide, encore une fois, de Kenji. Otsuya décide alors de faire pression sur Kurata et obtient de celui-ci qu'il ordonne la mort de Tetsuo. Le patron du cabaret est chargé de cette tâche mais Kenji aide Tetsu à s'échapper.
Tetsu décide de revenir à Tokyo pour mettre fin à ces conflits. Il débarque dans le cabaret où chante Chiharu. Il échappe aux tueurs d'Otsuya et tue celui-ci, tandis que Kurata se suicide en se tranchant les veines. Tetsu repart seul, laissant Chiharu derrière lui : le Vagabond ne peut errer avec une femme.

## Fiche technique
- Titre : Le Vagabond de Tokyo
- Titre original : 東京流れ者 (Tōkyō nagaremono?)
- Titre anglais : Tokyo drifter
- Réalisation : Seijun Suzuki
- Assistant réalisation : Masami Kuzuu
- Scénario : Yasunori Kawauchi
- Production : Tetsuro Nakagawa
- Musique : So Kaburagi, Hajime Kaburagi
- Photographie : Shigeyoshi Mine
- Montage : Chikaya Inoue
- Société de production : Nikkatsu
- Pays d'origine :  Japon
- Langue originale : japonais
- Format : couleurs - 2,35:1 (cinémascope) - Mono - 35 mm
- Genres : film noir et yakuza eiga
- Durée : 89 minutes (métrage : 8 bobines - 2 259 m[1])
- Dates de sortie :
  - Japon : 10 avril 1966[1]
  - France : 13 juillet 1994[2]

## Distribution
- Tetsuya Watari : Tetsuya Hondo
- Chieko Matsubara : Chiharu
- Hideaki Nitani : Kenji Aizawa
- Ryūji Kita : Kurata
- Tsuyoshi Yoshida : Keiichi
- Hideaki Esumi : Otsuka
- Tamio Kawaji : Tatsuzo
- Eiji Gō : Tanaka
- Tomoko Hamakawa : Mutsuko